# Phare de Diamond Head
Le phare de Diamond Head est un phare  des États-Unis qui est situé à Diamond Head au sud d'Oahu, l'une des îles de l'archipel d'Hawaï. 
Le phare est enregistré au Registre national des lieux historiques depuis 1980.
Ce phare est géré par l'United States Coast Guard.

## Histoire
Dès 1878, un belvédère avec une lumière fut établi sur les pentes de Diamond Head, au large, pour aider les navires à entrer au port d'Honolulu avec l'augmentation des échanges commerciaux. 
En 1898-99, une nouvelle tour en charpente métallique de 12 m de haut est établie plus à l'ouest de la première lumière. Elle est équipée d'une lentille de Fresnel de 3e ordre fabriquée en France par Barbier, Bénard et Turenne. Le phare est mis en service le 23 décembre 1899 et, en plus de sa lumière blanche, possède un feu rouge de secteur pour signaler les récifs dangereux. 
Lors d'une inspection du phare, en 1916, il est constaté des détériorations sur la structure métallique. Elle est démontée et remplacée par une structure en béton armé de près de 17 m. L'habitation du gardien sera réalisée en 1921. Mais, dès 1924, le phare sera automatisé et alimenté à l'électricité.

## Description
Le phare est une tour blanche en béton armée, à base carrée pyramidale, avec une galerie circulaire surmontée d'une haute lanterne au dôme rouge. 
Il émet, à une hauteur focale de 45 m, un éclat blanc et un éclat rouge par période de 10 secondes. Ce feu à occultations à une portée nominale est de 17 milles nautiques (environ 31 km) pour le feu blanc et, 16 milles nautiques (environ 29 km) pour le feu rouge.
Le phare sert également de ligne d'arrivée de la Transpac Yacht Race, une course bisannuelle de 2200 milles qui commence de Long Beach, en Californie. Pendant la course, les membres du Transpacific Yacht Club sont autorisés à utiliser le phare comme point d'observation pour enregistrer les temps d'arrivée. Il est érigé au sud-est de Waikiki.
Identifiant : ARLHS : HAW-003  - Amirauté : G7328 - USCG : 6-29060
|                          |
| Lanterne de Diamond Head |

|       |
| Phare |

|                          |
| La station vue de la mer |